# João Garcia Miguel
João Garcia Miguel, nascido em 1961 em Lisboa, Portugal, é um artista multidisciplinar com uma sólida formação académica e experiência nas artes performativas. Licenciou-se em Pintura pela Faculdade de Belas Artes da Universidade de Lisboa e fez pós-graduação em Comunicação, Cultura e Tecnologias de Informação. Completou o mestrado no ISCTE com a dissertação “O Actor Imagem” e, em 2007, iniciou o doutoramento em “Teoria, Historia y Práctica del Teatro” pela Universidade de Alcalá de Henares, Madrid. 
Como artista, foi membro fundador do grupo Canibalismo Cósmico, reconhecido pelas performances e instalações como “O Enigma da Fonte Santa” e “Redondo”, e da Galeria ZDB. Também integrou o grupo de teatro OLHO, destacando-se pelas produções premiadas “Destaca El” e “Guerreiro”.
As suas produções combinam performance, teatro físico, tecnologia e reinterpretações de textos clássicos, sendo apresentadas tanto em palcos tradicionais como em espaços alternativos. A companhia tem sido premiada ao longo dos anos, incluindo o Prémio SPA para o Melhor Espetáculo de Teatro em 2014 com a peça Yerma.
Garcia Miguel tem investido na criação artística que promove o crescimento individual e coletivo, explorando a diferença e a capacidade de mudança. As suas produções incluem colaborações com dramaturgos contemporâneos e a utilização de meios tecnológicos inovadores, com um enfoque em coproduções, parcerias com comunidades e desafios artísticos arrojados.